# Genitalni herpes
Genitalni herpes (herpes genitalis) je spolno prenosljiva bolezen, ki jo običajno povzroča herpes simpleks virus 2 (HSV-2), v 10–30% pa HSV-1, in se kaže z bolečimi mehurčki in razjedami na spolovilu ter v njegovi okolici.  Bolezen je med najpogostejšimi spolno prenosljivimi boleznimi in se pojavlja vse pogosteje.

## Povzročitelj
Bolezen povzroča virus herpes simpleks tip 2, redkeje tip 1 (HSV-2 in HSV-1). Virus se prenaša prek telesnega stika z osebo, ki izloča virus, pri tem pa ni nujno, da ima ta oseba znake okužbe. Po prvotni okužbi virus miruje v živčnih vozlih (ganglijih), od koder se potem ponovno aktivira in povzroča simptome in znake. Ponovne izbruhe pospešijo dejavniki, kot so vročinska stanja, čustven in fizičen stres, oslabljen imunski sistem itd.

## Epidemiologija
V industrijsko razvitih in tudi nerazvitih deželah je to najpogostejša spolno prenosljiva bolezen z razjedami. Pojavlja se pri obeh spolih, večina okužb je neopaznih, najpomembnejši dejavnik tveganja pa je nezaščiten spolni odnos z okuženo osebo. Inkubacijska doba traja 3–9 dni.

## Simptomi in znaki
Pri prvi okužbi se znaki bolezni pojavijo približno 2 dni do 2 tedna po prenosu od okužene osebe (po spolnem odnosu), znaki so precej hudi in tipično trajajo 2–3 tedne.
Na koži ali sluznici spolovil in/ali predela anusa in okolice se najprej pojavi zbadajoč občutek, kasneje se pojavijo drobni mehurčki s prozorno tekočino na pordeli podlagi. Mehurčki kasneje postanejo motni, se predrejo, nastane erozija (plitek defekt kože, plitka razjeda), ki jo prekrije krasta. Spremembe na koži lahko spremlja bolečina, splošna prizadetost s povišano telesno temperaturo in povečanimi regionalnimi bezgavkami, pekoče mokrenje in izcedek iz sečnice ter zastoj urina in zaprtost. Pri ženskah se lahko pojavijo bolečine v spodnjem delu delu hrbta zaradi lumbosakralne radikulopatije, kar 25 % žensk pa lahko ima tudi aseptični meningitis. Po prvotni okužbi lahko virus miruje več mesecev ali let, preden se ponovno aktivira.
Pri poznejših ponovitvah (recidivih) so spremembe manj izražene in navadno ni splošne prizadetosti. Ponovitve se lahko pojavljajo tudi večkrat letno.
Pri približno tretjini okuženih znaki niso značilni, lahko se pojavijo samo rdečina, drobna ranica, belkasto obarvanje. Približno 20 % okuženih sploh nima zaznavnih težav, kljub temu pa lahko izločajo virus in širijo okužbo.

## Diagnoza
Diagnoza se najpogosteje postavi glede na klinično sliko in anamnezo, za potrditev se lahko uporablja tudi laboratorijska diagnostika (PCR, virusne kulture).

## Diferencialna diagnoza
Diferencialno diagnostično pridejo v poštev zgodnji sifilis, trdi čankar, Behçetov sindrom in eksudativni multiformni eritem.

## Zdravljenje
Zdravi se sistemsko z aciklovirjem, valaciklovirjem ali famciklovirjem 5 dni, če so ponavlja več kot 6-krat na leto je zdravljenje nepretrgano.